# Рада вартових
Рада вартових конституції (рада з нагляду за дотриманням конституції; перс. شورای نگهبان قانون اساسی‎, Shora-ye Negahban-e Qanun-e Assassi) — постійно діючий незалежний орган, покликаний захищати основи державного ладу а також запобігати виникненню протиріч між конституцією та постановами Маджлісу ісламської ради (парламенту). Без його схвалення, рішення Маджлісу не мають законної сили.
Рада складається з 12 членів, що обираються на термін 6 років:
- 6 факіхів, яких призначає Верховний лідер;
- 6 юристів, фахівців у різних галузях права. Голова судової гілки влади (якого також призначає Верховний лідер[1]) пропонує кандидатури юристів Меджлісу.

Члени ради можуть бути переобрані та призначені на повторний термін.
Відсторонення, призначення, та відставка членів Ради здійснюється тими ж органами та особами, якими вони були призначені.
Стаття 99 конституції Ірану надає Раді вартових повноваження здійснювати нагляд за всіма референдумами, виборами до Меджлісу, Ради експертів, Президента. Рада експертів здатна впливати на результати виборів: завдяки можливості відсіювати небажаних кандидатів, рада може формувати виборчі списки із лояльних до режиму осіб.
Рада експертів перевіряє особи кандидатів на вибори за вірністю їх переконань та лояльність до режиму.